# Kosate
Kosate – dawna wieś. Tereny na których leżała znajdują się obecnie na Białorusi, w obwodzie witebskim, w rejonie miorskim, w sielsowiecie Zaucie.

## Historia
W czasach zaborów w powiecie dzisieńskim, w guberni wileńskiej Imperium Rosyjskiego.
W latach 1921–1945 wieś leżała w Polsce, w województwie wileńskim, w powiecie dziśnieńskim, w gminie Jazno.
Według Powszechnego Spisu Ludności z 1921 roku zamieszkiwało tu 118 osób, wszystkie były wyznania prawosławnego. Jednocześnie 90 mieszkańców zadeklarowało polską a 28 białoruską przynależność narodową. Było tu 19 budynków mieszkalnych. W 1931 w 16 domach zamieszkiwało 91 osób.
Wierni należeli do parafii rzymskokatolickiej i prawosławnej w Dziśnie. Miejscowość podlegała pod Sąd Grodzki w Dziśnie i Okręgowy w Wilnie; właściwy urząd pocztowy mieścił się w Jaźnie.